# Festival d'Ais de Provença
El Festival internacional d'art líric d'Ais de Provença és un festival d'òpera i de música clàssica creat el 1948 i qui té lloc cada estiu a Ais de Provença. És un dels grans festivals lírics europeus, amb una afinitat particular per a les òperes de Wolfgang Amadeus Mozart. Les representacions són a l'aire lliure, al pati de l'arquebisbat.